# Marek Ewangelista

Flaga Wenecji ze skrzydlatym lwem symbolizującym Marka Ewangelistę oraz tradycyjną dla tego symbolu inskrypcją w otwartej księdze: PAX TIBI MARCE EVANGELISTA MEVS

Marek Ewangelista (cs. Марк, апостол и евангелист) – wedle tradycji Kościoła autor Ewangelii Marka uważanej za najstarszą i jednocześnie najkrótszą spośród ewangelii, kuzyn Barnaby, towarzysz Pawła z Tarsu, a później Apostoła Piotra, apostoł z grona siedemdziesięciu dwóch. Zgodnie z relacją Papiasza wiernie spisał głoszone przez Piotra nauki. Według tradycji św. Marek zginął około 68 roku. Uznawany przez Kościół koptyjski za pierwszego patriarchę Aleksandrii i świętego; święty Kościołów katolickiego, anglikańskiego, ewangelickiego, prawosławnego i ormiańskiego.

## Tradycja
Księgi Nowego Testamentu nazywają go Markiem, Janem, a także Janem Markiem. Tradycyjnie wszystkie te osoby są utożsamiane ze św. Markiem, który wraz ze św. Barnabą towarzyszył św. Pawłowi w jego pierwszej podróży misyjnej, z której jednak zawrócił w Perge. Wyruszył później z Barnabą na Cypr. Wspomniany jest jego pobyt w Rzymie wraz ze św. Piotrem i św. Pawłem, kiedy to prawdopodobnie między rokiem 60 a 70 spisał swoją Ewangelię. Niewykluczone, że był synem Marii, przyjaciółki św. Piotra, do której tenże udał się po wyjściu z więzienia.
Tradycja kościelna sięgająca wczesnych wieków chrześcijaństwa identyfikuje młodzieńca wspomnianego w Mk 14,51-52, który był obecny przy aresztowaniu Jezusa, właśnie z Markiem, autorem Ewangelii.
Wedle apokryficznych „Dziejów Marka”, Ewangelista miał spędzić ostatnie lata życia w Aleksandrii, gdzie dokonywał wielu cudów, po czym poniósł śmierć z rąk wyznawców egipskiego boga Serapisa. Pochowany został w miejscu zwanym bukoli, gdzie doczekał się kultu uwieńczonego budową okazałej bazyliki. W IX wieku z obawy przed profanacją relikwii przez muzułmanów, ciało św. Marka zostało przeniesione do Wenecji przez dwóch tamtejszych kupców.

## Kult
W ikonografii św. Marek ukazywany jest w stroju arcybiskupa, w paliuszu albo jako biskup wschodniego rytu.
Święty trzyma w dłoni zamkniętą lub otwartą księgę. Symbolizują go m.in. lew ze skrzydłami, drzewo figowe, zwój.
Jest patronem pisarzy, notariuszy i murarzy, patronem Wenecji, gdzie jest szczególnie czczony.
Wspomnienie w Kościołach katolickim, ewangelickim i anglikańskim obchodzone jest 25 kwietnia (w KK ma rangę święta liturgicznego).
Kościoły wschodnie z uwagi na liturgię według kalendarza juliańskiego wspominają św. Marka:
- Cerkiew prawosławna
  - 25 kwietnia/8 maja[6], tj. 8 maja według kalendarza gregoriańskiego,
  - 29 września/10 października,
  - 30 października/12 listopada,
  - 4/17 stycznia (Sobór siedemdziesięciu apostołów).
- Kościół ormiański
  - 25 kwietnia/8 maja,
  - 9/22 kwietnia,
  - 5 wtorek po Podwyższeniu Krzyża Pańskiego (uroczystość liturgiczna),
  - 5 sobota po Podwyższeniu Krzyża Pańskiego.
- Kościół koptyjski z uwagi na własny kalendarz podzielony na 13 miesięcy odpowiada dniom według kalendarza gregoriańskiego: 25 kwietnia i 27 października.